# Hemerologie
Een hemerologie is een document dat, meestal van een heel jaar, per dag verklaart wat voor bijzondere eigenschappen er aan die dag toegedacht worden. Gewoonlijk zijn dit eigenschappen van religieuze aard. Een almanak is in onze dagen een vergelijkbaar geschrift, maar in het oude Mesopotamië had het een wat andere bedoeling en inhoud. Het vertelde de lezer welke dagen gunstig en welke ongunstig waren om bepaalde activiteiten te ondernemen.
Literaire kalenderteksten verschijnen al in de Kassietentijd en waren bijzonder populair. Er zijn van geen ander document zo veel afschriften gevonden als van de Babylonische Almanak, maar van andere hemerologieën zijn soms ook meerdere exemplaren teruggevonden.
1. Babylonische Almanak; (VR 48-9): 63 stuks
2. De broodofferhemerologie; (KAR 178 enz.): 11 stuks
3. De prostratiehemerologie; (STT 302): 7 stuks
4. De hemerologie van Nazi-maruttash; (KAR 147 enz.): 5 stuks
5. De tweetalige hemerologie voor de eerste zeven dagen van Tašrātu;(Sumer 9, p. 25); 1 stuk
6. Fruit, Heer van de Maand; (niet gepubliceerd); 7 grote tabletten

Alle hemerologieën hebben hun eigen kenmerken. De meest verbreide was ongetwijfeld de Babylonische Almanak. Deze is op vele plakken teruggevonden: Dur-Kurigalzu, Babylon (stad), Borsippa, Sippar, Bakr-Awa, Nineve, Assur, Kalhu, Huzarina, Emar, Oegarit en zelfs in Hattusa. De Almanak beschrijft iedere dertig dagen van ieder van de twaalf maanden. Meestal wordt eenvoudig gezegd of het een gunstige of ongunstige dag betreft, maar er zijn ook aanwijzingen zoals "huilen", "laat hem een vrouw nemen" of "hij moet geen vis eten". Net als in een moderne almanak zijn er ook aanwijzingen ten aanzien van de landbouw: of het tijd is om te planten of te oogsten.
De broodofferhemerologie concentreert zich vooral op de vraag op welke dagen welke goden brood of ander goed ten offer aangeboden hoort te worden. De volger van dit document moest aardig welgesteld zijn, want er moest veel geofferd worden. Er wordt ook veel aandacht geschonken aan de eerste zeven dagen van de maand Tašrātu. Die werden geacht vol gevaar te zijn en vereisten speciale offers.
De prostratiehemerologie vereiste minder offers, maar verving dat door veelvuldig zich languit op de grond te werpen voor de god. Dat wil zeggen voor een beeld van de god dat door middel van mondopeningrituelen in een behuizing van de god gemaakt was en nu door de godheid bewoond werd. Bijvoorbeeld:
Op de 10 dag van de maand Elul moet hij zich voor de god Sin ter aarde werpen. Hij moet melk drinken en zichzelf met fijne olie inwrijven.
De aanwijzingen van de hemerologie werden heel serieus genomen, ook door koningen. Dat blijkt ook uit brieven van en naar het hof. In tablet LAS 243 krijgt de koning te horen:
De goede dagen waarover de koning, mijn heer, het had zijn de 10e,15e,16e,18e,20e,24e en 26e. Samen zijn dat 8 acht dagen van de maand Ayyar die goed zijn om een doel te bereiken of een god te aanbidden
Veldtochten werden gewoonlijk alleen op dergelijke gunstige dagen ondernomen.                    